# Canton de Montauban-4
Le canton de Montauban-4 est un ancien canton français du département de Tarn-et-Garonne et de la région Midi-Pyrénées.

## Communes
Le canton de Montauban-4 était formé d'une partie de Montauban

## Administration
| Période | Période      | Identité                             | Étiquette | Qualité                                                           |
| ------- | ------------ | ------------------------------------ | --------- | ----------------------------------------------------------------- |
| 1973    | 1978 (décès) | Marceau Hamecher                     | MRG       | Industriel Sénateur (1977-1978) Conseiller municipal de Montauban |
| 1978    | 2001         | Michel Hamecher (frère du précédent) | PRG       | Cadre Conseiller municipal de Montauban                           |
| 2001    | 2008         | Jacques Larroque                     | DVD       | Employé à l'Equipement                                            |
| 2008    | 2015         | Ghislain Descazeaux                  | PS        | Professeur d'EPS Elu en 2015 dans le Canton de Montauban-1        |

## Démographie
| 1975 | 1982 | 1990  | 1999  | 2006  | 2011  | 2012  |
| ---- | ---- | ----- | ----- | ----- | ----- | ----- |
| -    | -    | 6 220 | 6 755 | 6 639 | 6 214 | 6 331 |